# Tectaria vieillardii
Tectaria vieillardii är en ormbunkeart som först beskrevs av Fourn., och fick sitt nu gällande namn av Carl Frederik Albert Christensen. Tectaria vieillardii ingår i släktet Tectaria och familjen Tectariaceae. Inga underarter finns listade.